# Laferté-sur-Aube
Laferté-sur-Aube  ist eine französische Gemeinde mit 310 Einwohnern (Stand 1. Januar 2022) im Département Haute-Marne in der Region Grand Est. Sie gehört zum Arrondissement Chaumont und zum Kanton Châteauvillain.

## Nachbargemeinden
Die Gemeinde Laferté-sur-Aube liegt an der Aube an der Grenze zum Département Aube. Nachbargemeinden von Laferté-sur-Aube  sind Ville-sous-la-Ferté im Norden, Pont-la-Ville im Osten, Villars-en-Azois im Süden und Champignol-lez-Mondeville im Nordwesten.

## Bevölkerungsentwicklung
| Jahr      | 1962 | 1968 | 1975 | 1982 | 1990 | 1999 | 2009 | 2018 |
| Einwohner | 498  | 537  | 480  | 410  | 428  | 375  | 364  | 321  |

## Persönlichkeiten
- Jérôme Carcopino (1881–1970), Althistoriker, Archäologe und Epigraphiker, hatte 40 Jahre lang in Laferté seinen Zweitwohnsitz